# Trolejbusy w Helsinkach
Trolejbusy w Helsinkach – zlikwidowany system trolejbusowy w stolicy Finlandii Helsinkach.

## Historia
Trolejbusy w Helsinkach po raz pierwszy uruchomiono 5 lutego 1949. Pierwszymi eksploatowanymi trolejbusami były między innymi trolejbusy BTH/Valmet. System zlikwidowano 14 czerwca 1974. Po raz drugi trolejbusy w Helsinkach uruchomiono w 1979, a zlikwidowano w 1985. Do obsługi otwartej w 1979 sieci eksploatowano m.in. trolejbusy typu ZiU-9.